# شبکه گسترده کم توان
شبکه گسترده کم مصرف (به انگلیسی: (low-power wide-area network (LPWAN) یک نوع شبکه گسترده مخابرات بی‌سیم است که به منظور ارتباطات طولانی مدت با نرخ انتقال داده کم برای استفاده در بستر اینترنت چیزها طراحی شده‌است. سرعت انتقال داده هر کانال در این نوع شبکه در محدوده ۰٫۳ کیلوبیت بر ثانیه تا ۵۰ کیلوبیت بر ثانیه است.
یک شبکه گسترده کم مصرف ممکن است برای ایجاد یک حسگر شبکه بی‌سیم استفاده شود.

## ویژگی‌ها
- دوربرد: محدوده عملیاتی از چند کیلومتر در مناطق شهری تا بیش از ۱۰ کیلومتر در مناطق روستایی متفاوت است.
- کم مصرف: بهینه شده در مصرف برق؛ فرستنده‌های شبکه گسترده کم مصرف می‌توانند با استفاده از باتری‌های کوچک و ارزان تا ۲۰ سال کار کنند.
- کم هزینه: پروتکل‌های ساده و سبک پیچیدگی در طراحی سخت‌افزار و هزینه سخت‌افزار را کاهش داده‌اند. استفاده از توپولوژی ستاره‌ای در محدوده طولانی و باندهای فرکانسی رایگان، نیازهای زیربنایی گران شبکه را کاهش می‌دهد.